# Amourj (departement)
Amourj är ett departement i Mauretanien.   Det ligger i regionen Hodh Ech Chargui, i den sydöstra delen av landet, 1 000 km öster om huvudstaden Nouakchott.